# Atletismo nos Jogos Pan-Americanos de 2007 - Arremesso de peso feminino
O arremesso de peso feminino foi um dos eventos do atletismo nos Jogos Pan-Americanos de 2007, no Rio de Janeiro. A prova foi disputada no Estádio Olímpico João Havelange no dia 27 de julho com 16 atletas de 10 países.

## Medalhistas
| Ouro   | CUB Misleydis González    |
| Prata  | CUB Yumileidi Cumbá       |
| Bronze | TRI Cleopatra Borel-Brown |

## Recordes
Recordes mundiais e pan-Americanos antes da disputa dos Jogos Pan-Americanos de 2007.
| Tipo                             | Atleta             | Distância | Local   | Data                 |
| -------------------------------- | ------------------ | --------- | ------- | -------------------- |
|                                  | Natalya Lisovskaya | 22,63 m   | Moscou  | 7 de junho de 1987   |
| Recorde dos Jogos Pan-Americanos | María Sarriá       | 19,34 m   | Caracas | 28 de agosto de 1983 |

## Resultados

### Final
A final do lançamento de peso feminino foi disputada em 27 de julho as 16:00 (UTC-3).
| Pos.              | Atleta                | País                     | 1     | 2     | 3     | 4     | 5     | 6     | Result. |
| ----------------- | --------------------- | ------------------------ | ----- | ----- | ----- | ----- | ----- | ----- | ------- |
| Medalha de ouro   | Misleydis González    | CUB Cuba                 | 17.10 | 18.28 | 17.99 | 18.51 | 18.83 | 18.49 | 18.83 m |
| Medalha de prata  | Yumileidi Cumba       | CUB Cuba                 | 17.87 | 18.04 | X     | 17.92 | 17.96 | 18.28 | 18.28 m |
| Medalha de bronze | Cleopatra Borel-Brown | TRI Trinidad e Tobago    | 17.11 | 17.76 | 17.47 | 17.81 | 18.22 | 18.09 | 18.22 m |
| 4                 | Jillian Camarena      | USA Estados Unidos       | 17.37 | 17.92 | X     | X     | 17.67 | 18.11 | 18.11 m |
| 5                 | Kristin Heaston       | USA Estados Unidos       | X     | 16.98 | 17.88 | 17.15 | 17.85 | 17.51 | 17.88 m |
| 6                 | Elisângela Adriano    | BRA Brasil               | X     | 17.47 | X     | 17.41 | 17.73 | 17.33 | 17.73 m |
| 7                 | Natalia Duco Soler    | CHI Chile                | 15.56 | 16.92 | 16.54 | 16.55 | 16.76 | 16.63 | 16.92 m |
| 8                 | Andrea Britto         | BRA Brasil               | 15.81 | 15.99 | 16.52 | X     | 15.68 | 15.73 | 16.52 m |
| 9                 | Zara Northover        | JAM Jamaica              | 15.12 | 14.66 | 15.90 |       |       |       | 15.90 m |
| 10                | Nadia Alexander       | JAM Jamaica              | 15.82 | X     | X     |       |       |       | 15.82 m |
| 11                | Annie Alexander       | TRI Trinidad e Tobago    | 15.14 | 13.24 | 15.64 |       |       |       | 15.64 m |
| 12                | Shernelle Nicholls    | BAR Barbados             | 14.67 | 14.89 | 15.62 |       |       |       | 15.62 m |
| 13                | Keisha Walkes         | BAR Barbados             | 15.14 | 14.97 | 15.16 |       |       |       | 15.16 m |
| 14                | Rocio Comba           | ARG Argentina            | 14.83 | 14.80 | X     |       |       |       | 14.83 m |
| 15                | Margarita Bernardo    | DOM República Dominicana | 14.47 | X     | 14.32 |       |       |       | 14.47 m |
| 16                | Amyra Albury          | BAH Bahamas              | X     | 13.80 | 14.14 |       |       |       | 14.14 m |